# Various Positions
Various Positions és el setè album d'estudi del cantautor canadenc Leonard Cohen, que es va enregistrar el desembre de 1984 i el febrer de 1985. Aquest disc marca l'evolució de Cohen cap a un so més modern a través dels sintetitzadors, particularment a la peça que obre el disc, també marca una evolució al cant vocal gràcies a la contribució de Jennifer Warne i també dels girs del mateix Cohen. Aquest augment del cant vocal ja es va donar al disc Recent Songs de 1979.
Després de l'abandó del projecte Songs for Rebecca el 1975 Cohen va ajuntar forces amb el productor John Lisauer. De la mateixa manera el segell de Cohen, Columbia, va rebutjar distribuir Various Positions als Estats Units. Walter Yetnikoff, president de la compnayia, li va trucar i el va fer anar a Nova York on li va dir que sabia que era gran, però que no sabia si era bo. En conseqüència Cohen va canviar de casa i se’n va anar al segell independent Passport Records. L'àlbum, però, es va incloure el 1990 en el catàleg de Columbia quan es va fer la discografia completa de Cohen en CD. El 1995 en va sortir una versió remasteritzada.

## Llista de cançons
1. «Dance Me to the End of Love»
2. «Coming Back to You»
3. «The Law»
4. «Night Comes On»
5. «Hallelujah»
6. «The Captain»
7. «Hunter's Lullaby»
8. «Heart With No Companion»
9. «If It Be Your Will»